# William H. Martin
William Hamilton Martin (* 27. Mai 1931 in Columbus; Georgia; † 17. Januar 1987 in Tijuana, Baja California) war ein US-amerikanischer Mitarbeiter der National Security Agency und ein Überläufer. Er flüchtete 1960 zusammen mit Bernon F. Mitchell in die Sowjetunion (siehe Überlaufen von Martin und Mitchell) und klärte von Moskau aus die Öffentlichkeit über die umfangreichen und bis dato streng geheimen Aktionen und Abhörmaßnahmen der NSA auf.
Martin sprach fließend Russisch. Nach seinem Überlaufen studierte er an der Universität Leningrad. Er heiratete und wurde 1963 wieder geschieden. Sein russischer Deckname war Vladimir Sokolodsky. Sein späterer Antrag auf Wiedereinbürgerung in die Vereinigten Staaten wurde abgelehnt. Er starb 1987 in Mexiko im Del-Mar-Krankenhaus von Tijuana an Lungenkrebs.